# هرم خدای خورشید
هرم خدای خورشید (انگلیسی: The Pyramid of the Sun God) یک فیلم به سبک ماجرایی و وسترن محصول ۱۹۶۵ کشورهای آلمان غربی و ایتالیا به کارگردانی روبرت زیودماک و با بازی لکس بارکر، ژرار بره و میشل ژیراردون است.